# Emilio Marchi
Emilio Marchi (Palermo, 18 gennaio 1917 – Udine, 2 aprile 1944) è stato un militare e aviatore italiano, particolarmente distintosi nel corso della seconda guerra mondiale dove fu decorato di tre Medaglie d'argento e una di bronzo al valor militare, e della Croce di Ferro di II classe tedesca.

## Biografia

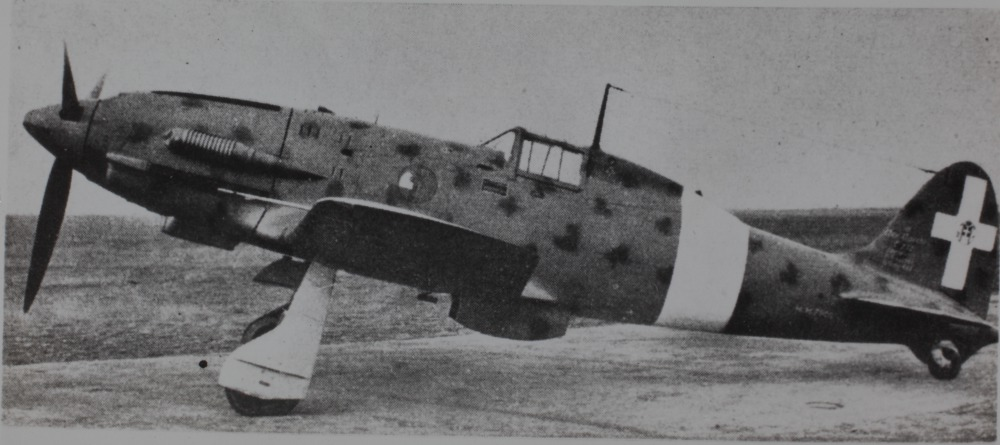
Un caccia Aermacchi C.202 Folgore della Regia Aeronautica.

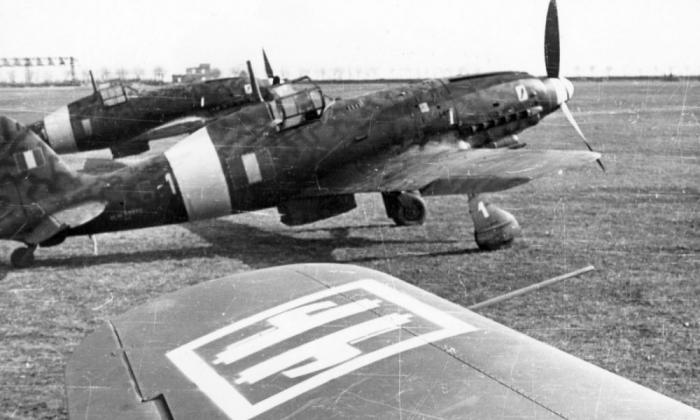
Caccia Aermacchi C.205V Veltro del 1º Gruppo caccia "Asso di bastoni" dell'Aeronautica Nazionale Repubblicana.

Nacque a Hoboken, negli Stati Uniti d'America, nel corso del 1917, da una famiglia originaria di Lucca che vi era immigrata. Rientrato in Italia per completare gli studi, all'età di diciotto anni si arruolò nella Regia Aeronautica come ufficiale di complemento. Conseguito il brevetto di pilota e poi di pilota militare, prestò servizio presso il 1º Stormo Caccia Terrestre di stanza a Campoformido. Con il grado di sottotenente nel 1937 partì, con il nome di copertura di "Emilio Marrazzi", per combattere nella guerra di Spagna, assegnato alla 25ª Squadriglia, XVI Gruppo, dell'Aviazione Legionaria. Durante la sua permanenza in Spagna conseguì una vittoria e venne decorato con una Medaglia di bronzo al valor militare.
Rimpatriato, rinunciò alla promozione in servizio permanente effettivo per merito di guerra, congedandosi per continuare gli studi interrotti. All'atto dell'entrata in guerra del Regno d'Italia, avvenuta il 10 giugno 1940, rientrò in servizio attivo presso il suo reparto combattendo nelle file della 80ª Squadriglia, 17º Gruppo, del 1º Stormo C.T., allora di stanza sull'aeroporto di Palermo-Boccadifalco, ed equipaggiata con i Fiat C.R.32. Nel settembre 1940 la squadriglia, allora di stanza sull'aeroporto di Trapani-Milo, ricevette i monoplani Aermacchi C.200 Saetta con cui operò contro l'isola di Malta. Nel giugno 1941 lo Stormo rientrò a Campoformido per effettuare la conversione sui nuovi caccia Aermacchi C.202 Folgore, partendo nell'ottobre successivo per l'Africa Settentrionale Italiana. il 12 dicembre 1941 reclamò l'abbattimento di un Curtiss P-40 Tomahawk, e il 27 maggio 1942 di un altro aereo dello stesso tipo. Il 24 giugno 1942 lo stormo partì dal campo d'aviazione per rientrare in Italia, giungendo a Campoformido il giorno 26. Riprese a volare a Campoformido all'inizio del mese di settembre, e il mese successivo il 17º Gruppo fu assegnato alla difesa aerea della Capitale, di stanza sull'aeroporto di Ciampino sud. Nel gennaio 1943 il gruppo fu trasferito sull'aeroporto di Pantelleria, destinato alla difesa dell'isola e alla scorta agli aeroconvogli per la Tunisia. Poco tempo dopo il 1º Stormo C.T. iniziò a ricevere i nuovissimi Aermacchi C.205V Veltro, con cui combatte fino alla proclamazione dell'armistizio dell'8 settembre 1943, venendo sciolto a Ronchi dei Legionari quello stesso giorno. Dopo la proclamazione della Repubblica Sociale Italiana, e la costituzione dell'Aeronautica Nazionale Repubblicana, decise di rispondere al proclama del colonnello Ernesto Botto ed entrò nelle file dell'A.N.R.
All'epoca risultava decorato con tre Medaglie d'argento (più una quarta proposta in corso all'8 settembre) e una Medaglia di bronzo al valor militare, una promozione per merito di guerra, e la Croce di Ferro di II classe conseguite in oltre settecento azioni di guerra.
Assegnato al 1º Gruppo caccia "Asso di bastoni" cadde in combattimento il 2 aprile 1944, operando contro formazioni di Consolidated B-24 Liberator e Boeing B-17 Flying Fortress sul cielo di Udine. Con l'apparecchio gravemente danneggiato, si gettò con l'aereo contro un B-17 Flying Fortress distruggendo l'aereo nemico ma trovando la morte.

### Fonti
1. 1 2 3 4 5 6 7 8 9  Italia-rsi.
2. 1 2  Surfcity.
3. 1 2  Dunning 1988, p. 27.
4. 1 2  Ufficio Storico dell'Aeronautica Militare 1977, p. 7.
5. ↑  Ufficio Storico dell'Aeronautica Militare 1977, p. 8.
6. 1 2  Ufficio Storico dell'Aeronautica Militare 1977, p. 9.
7. ↑  Supplemento ordinario alla Gazzetta Ufficiale del Regno d'Italia n.265 del 9 novembre 1942.